# Greeffiellopsis
Greeffiellopsis är ett släkte av rundmaskar. Greeffiellopsis ingår i familjen Desmoscolecidae.
Släktet innehåller bara arten Greeffiellopsis comosa.